# (13677) Alvin
(13677) Alvin (1997 NK1) – planetoida z pasa głównego asteroid okrążająca Słońce w ciągu 5,57 lat w średniej odległości 3,14 j.a. Odkryta 2 lipca 1997 roku.